# Torbang
Torbang is een bestuurslaag in het regentschap Sumenep van de provincie Oost-Java, Indonesië. Torbang telt 1668 inwoners (volkstelling 2010).